# Ruhr (folyó)
A Ruhr egy folyó Németországban, a Rajna mellékfolyója.
A folyó 219,2 km hosszan folyik,. átlagos vízhozama Duisburg városánál 79 m³/s, a Rajna ötödik legnagyobb mellékfolyója
A Ruhr az észak-rajna-vesztfáliai Sauerland hegyvidéki régióban ered, 670 m magasságban. Több mint 100 km-es folyása után Dortmundtól délre találkozik fő mellékfolyójával, a Lennével. Ezután a Ruhr-vidék ipari régiójának déli határát képezi. 
A folyó Németország gazdasági fejlődése szempontjából kiemelkedő jelentőségű volt már az 1850-es évektől, mivel a Ruhr-vidéken  feltárt szénmezőkről nagy mennyiségű szenet termeltek ki, melyet  Ruhr folyón is szállítottak el.